# Neolagenipora hincksi
Neolagenipora hincksi är en mossdjursart som först beskrevs av Bassler 1953.  Neolagenipora hincksi ingår i släktet Neolagenipora och familjen Romancheinidae. Inga underarter finns listade i Catalogue of Life.